# Mortefontaine (Aisne)
 Mortefontaine  es una población y comuna francesa, en la región de Picardía, departamento de Aisne, en el distrito de Soissons y cantón de Vic-sur-Aisne.

## Demografía
| 208 | 225 | 216 | 210 | 247 | 224 | 237 | 258 | 222 | 239 | 240 | 246 | 258 | 256 | 227 | 251 | 247 | 244 | 250 | 322 | 350 | 308 | 411 | 420 | 376 | 372 | 267 | 293 | 226 | 236 | 250 | 253 | 243 |
| Para los censos de 1962 a 1999 la población legal corresponde a la población sin duplicidades (Fuente: INSEE [Consultar]) |     |     |     |     |     |     |     |     |     |     |     |     |     |     |     |     |     |     |     |     |     |     |     |     |     |     |     |     |     |     |     |     |